# Shur (rivière)
Le Shur ou Shoor est une rivière du sud de l’Iran, qui prend sa source dans les montagnes près de Darab (Fars) et se jette dans le golfe Persique au nord de l'île de Qechm. Elle fait 45 km de long et son bassin versant s'étend sur 80 km2. C'est une rivière permanente qui devient salée vers la fin de son cours en raison des formations géologiques salines qu'elle traverse.